# 873 هـ
873 هـ هي سنة في التقويم الهجري امتدت مقابلةً في التقويم الميلادي بين سنتي 1468 و1469.

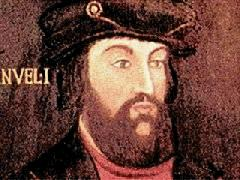
مانويل الأول ملك البرتغال

## مواليد
- أحمد قره حصاري
- علوان الحموي
- مانويل الأول ملك البرتغال